# (157534) Siauliai
(157534) Siauliai est un astéroïde de la ceinture principale.

## Description
(157534) Siauliai est un astéroïde de la ceinture principale. Il fut découvert le 8 octobre 2005 à Moletai par Kazimieras Černis et Justas Zdanavičius. Il présente une orbite caractérisée par un demi-grand axe de 2,32 UA, une excentricité de 0,06 et une inclinaison de 6,5° par rapport à l'écliptique.

## Compléments